# ちあきしん
ちあき しん（旧芸名：千秋 慎、1962年12月25日 - ）は、元宝塚歌劇団星組の男役。現在は女優、歌唱指導も務めている。クリームインターナショナル所属。
東京都新宿区出身、東京都立明正高等学校（現：東京都立芦花高等学校）卒業。
身長165cm、血液型O型。愛称は「みっき」、「ちあき」。
特技は英会話、フラダンス、殺陣。

## 略歴
- 1981年、69期生として宝塚音楽学校へ入学。

同期生に元星組トップスターの麻路さき、元月組トップスターの久世星佳、元雪組トップスターの高嶺ふぶき、元雪組トップ娘役の神奈美帆、元花組男役スターの海峡ひろき、元月組男役スターの若央りさ、元花組娘役スターの美月ノア、元月組組長の出雲綾らがいる。
- 1983年4月、宝塚歌劇団入団。入団時の成績は44人中7番[2]。月組『春の踊り／ムーンライト・ロマンス』にて初舞台を踏み、同年5月2日[2]に海峡、出雲らとともに星組に配属される。下級生時代はベテラン男役が演じた役を演じることが多かった。
- 1986年9月、『華麗なるファンタジア』新人公演で2番手役に抜擢される。
- 1998年11月23日[2]、『皇帝／ヘミングウェイ・レビュー』の東京公演千秋楽を最後に宝塚歌劇団を退団。
- 2000年、アメリカ・ニューヨーク州にあるブルックリン・クイーンズ音楽院に入学。
- 2002年に帰国後は、舞台を中心に女優、舞台の歌唱指導などで活躍している。

## 宝塚歌劇団時代の主な舞台出演
- 1984年6月、『我が愛は山の彼方に／ラブ・エキスプレス』新人公演：カサル（本役：一樹千尋）
- 1985年2月、『哀しみのコルドバ／ルミエール』新人公演：ぺぺ（本役：一樹千尋）
- 1985年8月、『西海に花散れど／ザ・レビューIII』新人公演：平時忠（本役：夏美よう）
- 1985年11月、『カール・ハインリッヒの青春』（バウ）バッサルジュ侍従長
- 1986年3月、『レビュー交響曲』新人公演：ニコラ（本役：夏美よう）
- 1986年9月、『華麗なるファンタジア／ブギ・ウギ・フォーリーズ』新人公演：マクミリアン男爵（本役：日向薫）
- 1987年1月、『紫子／ジュビリー・タイム!』新人公演：梅沢三太夫（本役：萬あきら）
- 1987年2月、『蒼いくちづけ』（バウ）レンフィード
- 1988年2月、『炎のボレロ／Too Hot!』新人公演：ブラッスルー公爵（本役：麻月鞠緒）
- 1988年6月、『戦争と平和』新人公演：クトゥーゾフ将軍（本役：萬あきら）
- 1989年3月、『春の踊り／ディガ・ディガ・ドゥ』新人公演：レッド・モード（本役：萬あきら）
- 1989年5月、『誓いの首飾り』（バウ）ルージン
- 1989年9月、『ベルサイユのばら -フェルゼンとマリー・アントワネット編-』ルイ16世、新人公演：ベルナール（本役：一樹千尋）
- 1990年1月、『太陽に背を向けて』（バウ）エルノ
- 1990年9月、『シティライト・メロディ』（バウ）ダニエル・デュポン
- 1990年11月、『アポロンの迷宮／ジーザス・ディアマンテ』フェルナンド警部
- 1991年1月、『パール・ジョイ』（バウ）アーネスト
- 1991年9月、『グランサッソの百合』（バウ・東京特別・名古屋特別）パオロ・ペトラッシ
- 1992年5月、『白夜伝説／ワンナイト・ミラージュ』ジェントル・ロビン
- 1992年2月、『サタデーナイト・ロマンス』ニューマン夫人
- 1993年6月、『うたかたの恋／パパラギ -極彩色のアリア-』ゼップス
- 1993年8月、『FILM MAKING』（バウ・東京特別）ハロルド・ロックウッド
- 1993年12月、『ラ・トルメンタ -愛の嵐-』（バウ・）ペピロ将軍
- 1994年2月、『若き日の唄は忘れじ／ジャンプ・オリエント!』藤次郎
- 1994年4月、『ある日 夢のとばりの中で -エジソンのもう一つの発明-』（バウ・東京特別）ジョン・エリオット
- 1994年8月、『カサノヴァ・夢のかたみ／ラ・カンタータ』ボーモン大司教
- 1994年11月、『燃える愛の翼 -ミ・アモール-』（バウ・東京特別・名古屋特別）ホセ
- 1995年2月、『若き日の唄は忘れじ／ジャンプ・オリエント!』（中日）里村家老
- 1995年4月、『国境のない地図』アレクセイ
- 1995年9月、『剣と恋と虹と／ジュビレーション!』ラグノー
- 1995年12月、『Action!』（シアタードラマシティ）
- 1996年5月、『二人だけが悪 -男には秘密があったそして女には…-／パッション・ブルー』ロメロ神父
- 1996年6月、『剣と恋と虹と／ジュビレーション!』（全国ツアー）ラグノー
- 1996年11月、『エリザベート -愛と死の輪舞-』シュヴァルツェンベルク公爵
- 1997年1月、『武蔵野の露と消ゆとも』（バウ・東京特別）孝明天皇／徳川慶喜
- 1997年5月、『誠の群像 -新撰組流亡記-／魅惑II -ネオ・エゴイスト-』近藤勇
- 1997年9月、『Elegy 哀歌』（バウ・）マルク王
- 1997年11月、『ダル・レークの恋』ハラリム・カプール
- 1998年4月、『ダル・レークの恋』（全国ツアー）ハラリム・カプール
- 1998年6月、『皇帝／ヘミングウェイ・レビュー』セネカ
- 1998年8月、『イコンの誘惑』ボリス

## 宝塚歌劇団退団後の主な出演

### 映画
- 2023年、『ぬくもりの内側』 厚生労働省推薦（イオンエンターテイメント）

### 舞台
- 2000年、『新血鬼DRACULA』（天王洲アートスフィア）
- 2000年、『La カルヴァナル 高嶺ふぶき with 熱き女神たち』（新神戸オリエンタル劇場）
- 2001年、『ジーザス・クライスト・スーパースター』（ニュージャージー州）
- 2001年、『チャーリー・ガール』（帝国劇場ほか）
- 2002年 - 2003年、『キス・ミー・ケイト』（帝国劇場ほか）
- 2003年、2006年、『ミー・アンド・マイガール』（帝国劇場）
- 2003年、2007年、『十二夜』（帝国劇場ほか）
- 2004年、『サウンド・オブ・ミュージック』（博多座）
- 2004年、2005年、2007年、2009年、2010年、『マイ・フェア・レディ』（梅田コマ劇場ほか）
- 2005年、『おんなたちの同窓会』（名鉄ホール）
- 2005年、『イーストウィックの魔女たち』（博多座）
- 2005年、『安奈淳 40th Anniversary Concert 「見果てぬ夢」』（アートスフィアほか）
- 2006年、『エリザベート 10周年ガラコンサート』（東京芸術劇場ほか）
- 2007年、『ウーマン・イン・ホワイト』（青山劇場ほか）
- 2008年、2010年、2011年、『ウェディング・シンガー』 - アンジー役（日生劇場ほか）
- 2009年、演劇集団櫻組 第弐回プロデュース公演『あなたと見た映画の夜』（下北沢ラ・カーニャ）
- 2014年、『CHICAGO TAKARAZUKA 100th Anniversary OG version』 - ママ・モートン役（国際フォーラム他）　＊初風諄とダブルキャスト
- 2015年、『南太平洋』 - ブラッディ・メリー 役（シアター1010 ほか）　＊歌唱指導も担当
- 2017年、『キス・ミー・ケイト』 - ハッティー 役（東京芸術劇場プレイハウス、兵庫県立芸術文化センター阪急中ホール ほか）

### コンサート
- 2002年、First Live 『VOICES vol.1』（銀座TACT）
- 2004年、『VOICES vol.2』（日航ホテル東京・マグレブ）
- 2005年、『ちあきしん Live in Blue Jay Way － ALL THAT JAZZ』（原宿Blue Jay Way）
- 2006年、『Innocence』（ティアラこうとう）
- 2009年、ちあきしん★LIVE（恵比寿・ケセラ）
- 2009年、ちあきしんライブ”〜日本語に恋して〜”（恵比寿・ケセラ）
- 2009年、Star Light 〜想い出のあの時へ…★（ホテル阪急インターナショナル）
- 2009年、ちあきしん年忘れLIVE（高田馬場・音楽室DX）

### その他
- ハローキティ誕生35周年記念ミュージカル『ハローキティとオズの魔法の国』声の出演：デビリーヌ　（サンリオピューロランド）